# Aeschynomene afraspera
Espèce
Synonymes
- Aeschynomene aspera sensu auct.[1]

Aeschynomene afraspera est une espèce de plantes à fleurs de la famille des Fabaceae et du genre Aeschynomene, présente en Afrique tropicale.

## Description
C'est un arbrisseau annuel atteignant 1-2 m, érigé ou semi-érigé, avec des tiges souples et moelleuses.

## Distribution
Plante sub-saharienne à l'origine, présente du Sénégal au Soudan, elle s'est largement répandue dans les plaines tropicales.

## Habitat
Semi-aquatique, on la rencontre dans les marécages et les endroits temporairement humides, au bord des lacs et des cours d'eau côtiers.

## Utilisation
Capable de fixer facilement l'azote même en zone inondée ou perturbée, elle est de plus en plus fréquemment utilisée comme engrais vert en riziculture.
La moelle est employée comme matériau d'isolation. Trempée dans l'huile, elle est utilisée comme torche.
Récoltée à l'état sauvage, elle connaît quelques utilisations médicinales : la moelle des tiges, astringente, est utilisée en application externe pour arrêter les saignements.
La plante est broutée par les ruminants.